# Septobasidiaceae
De Septobasidiaceae zijn een familie van schimmels, die behoren tot de roesten. Het typegeslacht is Septobasidium.

## Geslachten
Tot de Septobasidiaceae behoren onder andere de volgende vier geslachten:
- Aphelariopsis
- Coccidiodictyon
- Johncouchia
- Septobasidium